# Spoorlijn Červená Skala – Margecany
De spoorlijn Červená Skala – Margecany (nummer 173) is een enkelsporige, niet-geëlektrificeerde spoorlijn in Slowakije die Červená Skala en Margecany met elkaar verbindt. Ze maakt deel uit van de centrale dwarslijn: Banská Bystrica – Margecany – Košice. Het oorsprongstation van lijn 173, Červená Skala, ligt op een afstand van ongeveer 85 km ten oosten van Banská Bystrica en ongeveer 92 kilometer ten westen van Margecany. Het bestemmingsstation, Margecany, ligt op ongeveer 38 km afstand ten noordwesten van Košice.

## Geschiedenis

Netkaart van de Slowaakse Spoorwegen (ŽSR).

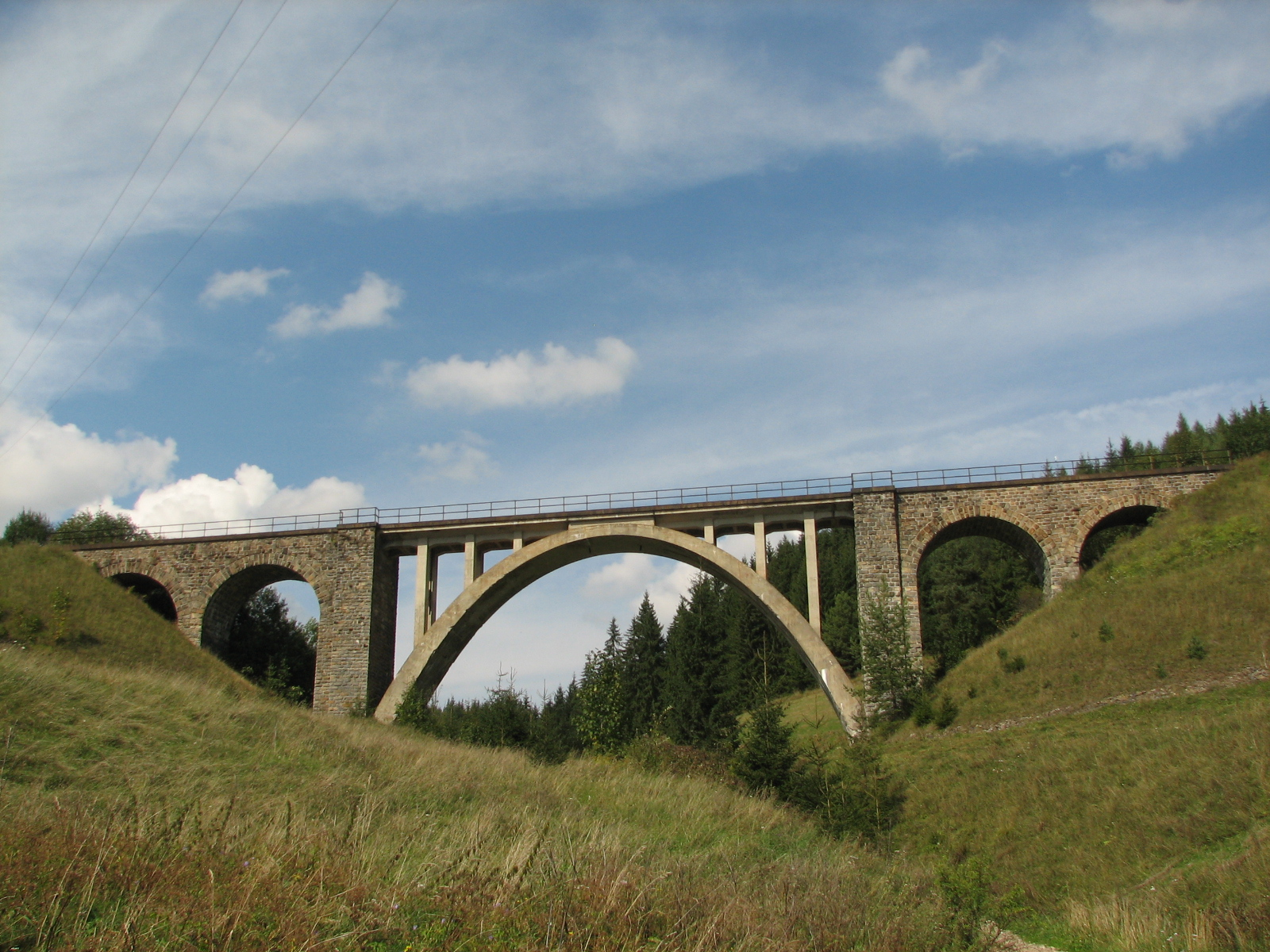
Telgártsky viadukt (86,2 m)

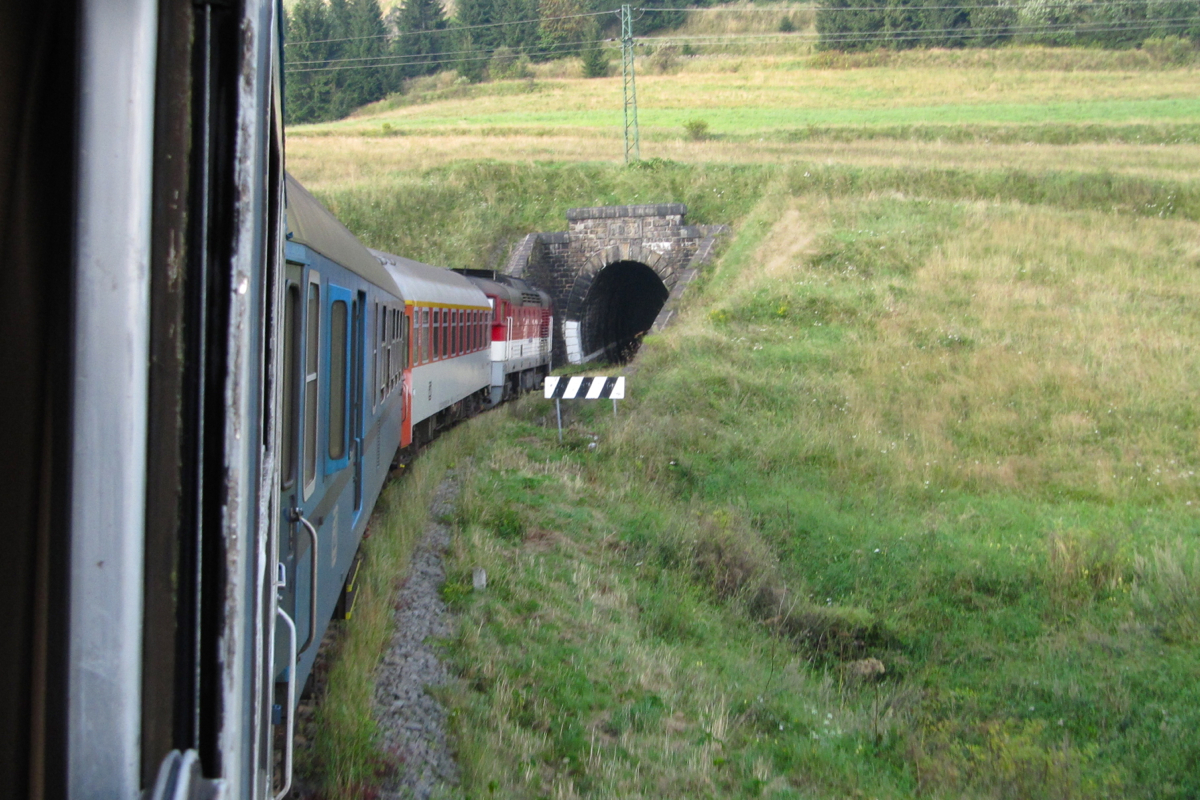
Telgártsky tunnel

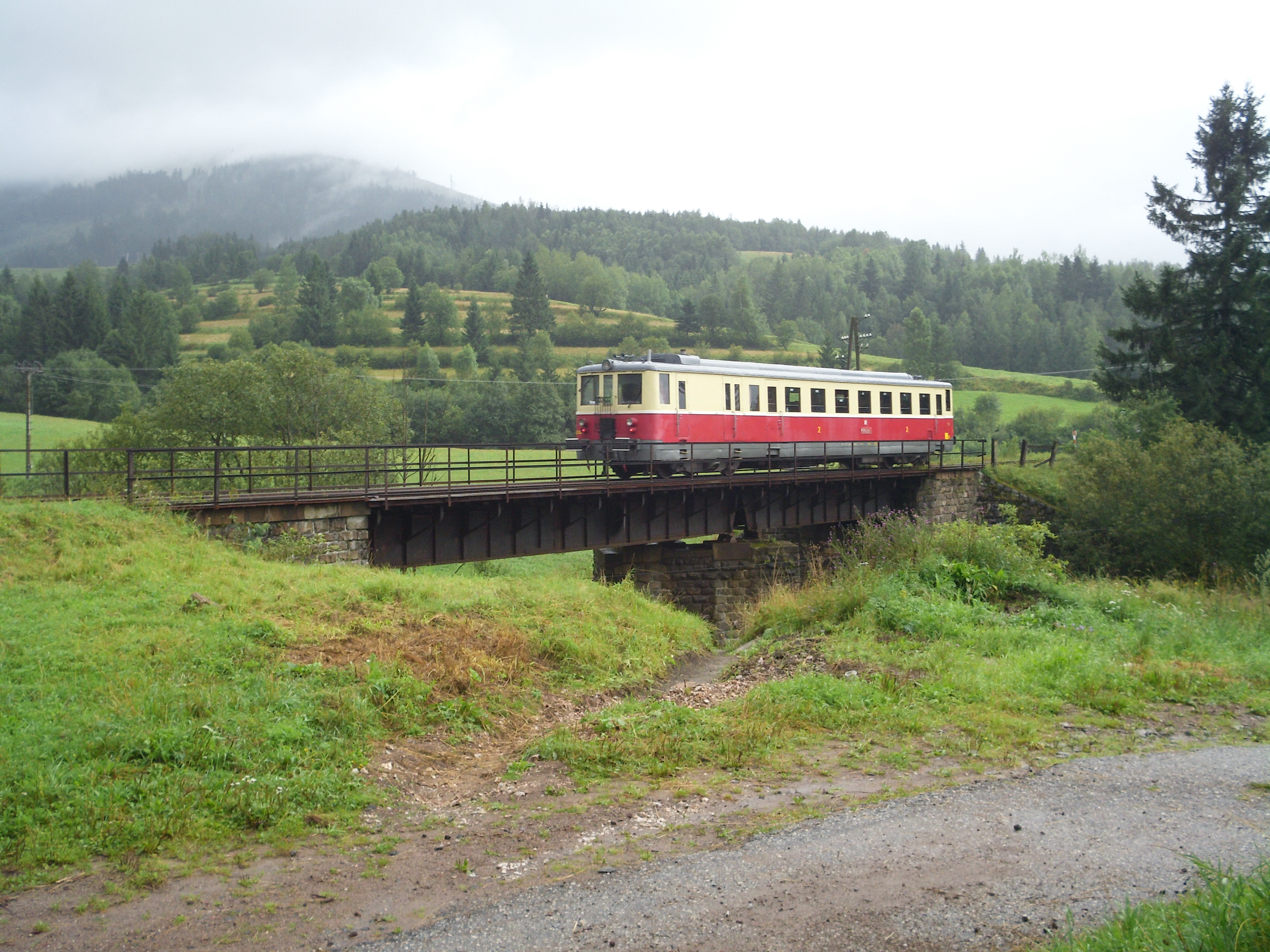
Telgárt onderbrugging

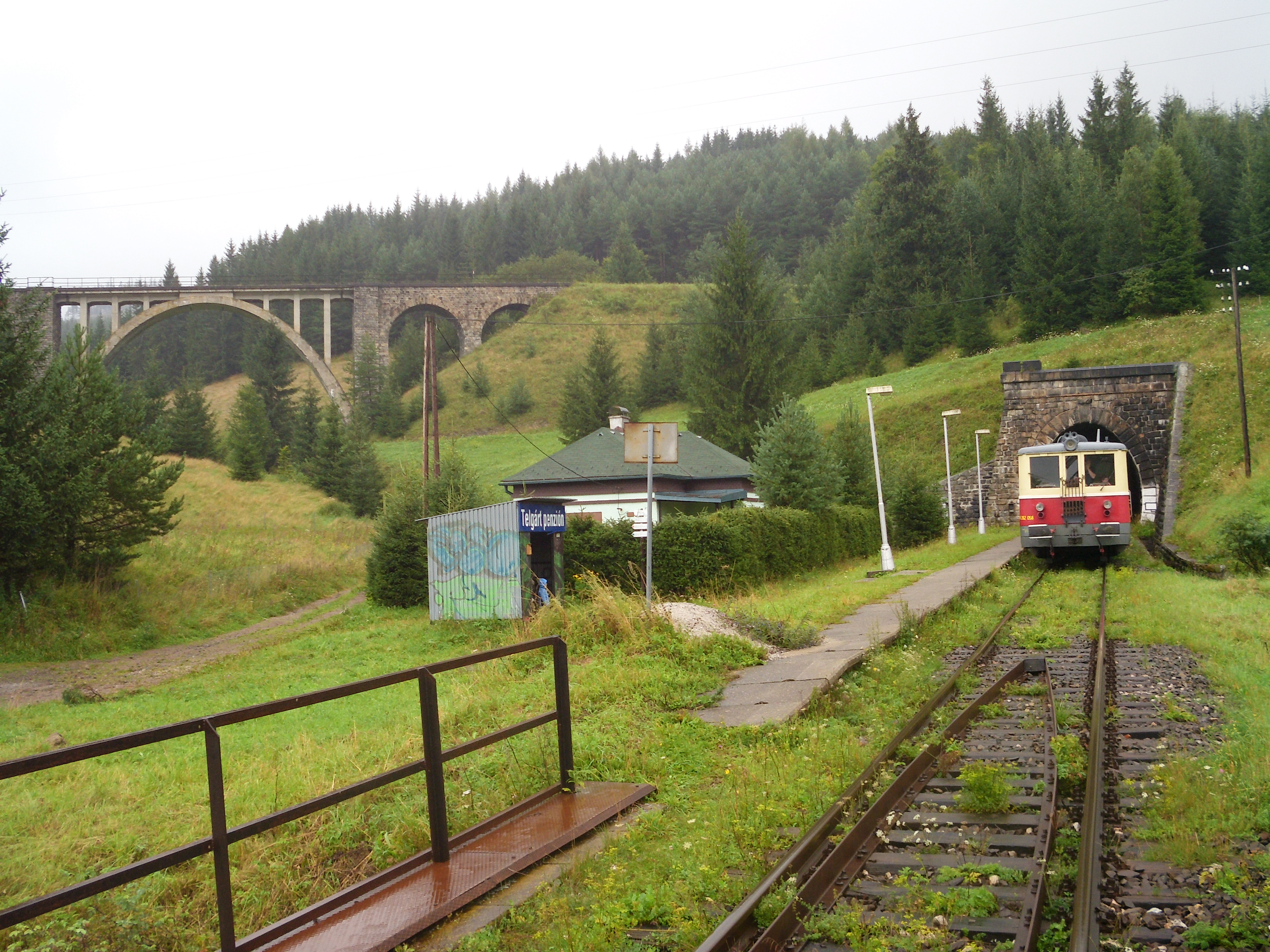
Tunnel en brug aan de halte Telgárt Penzion

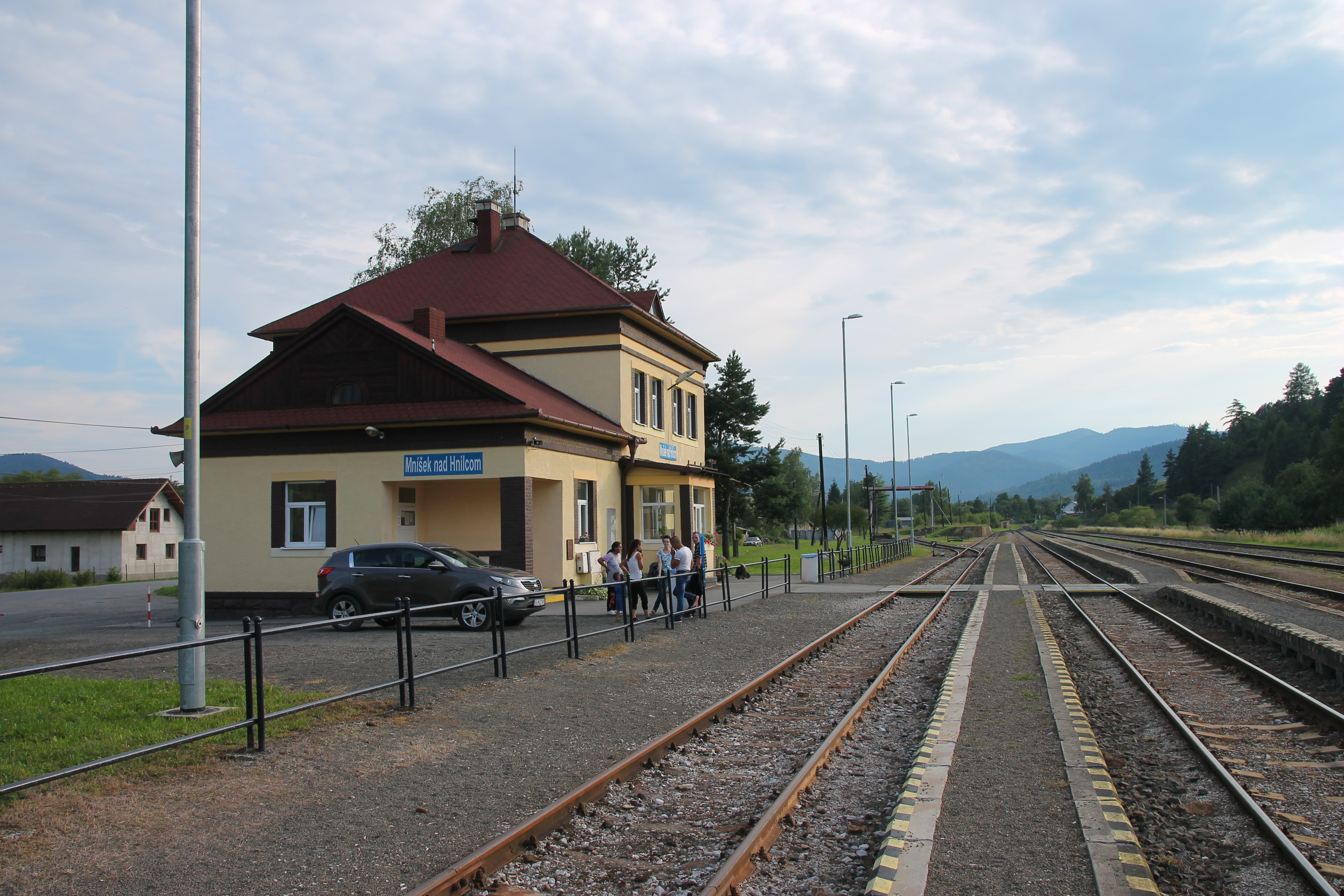
Station Mníšek nad Hnilcom

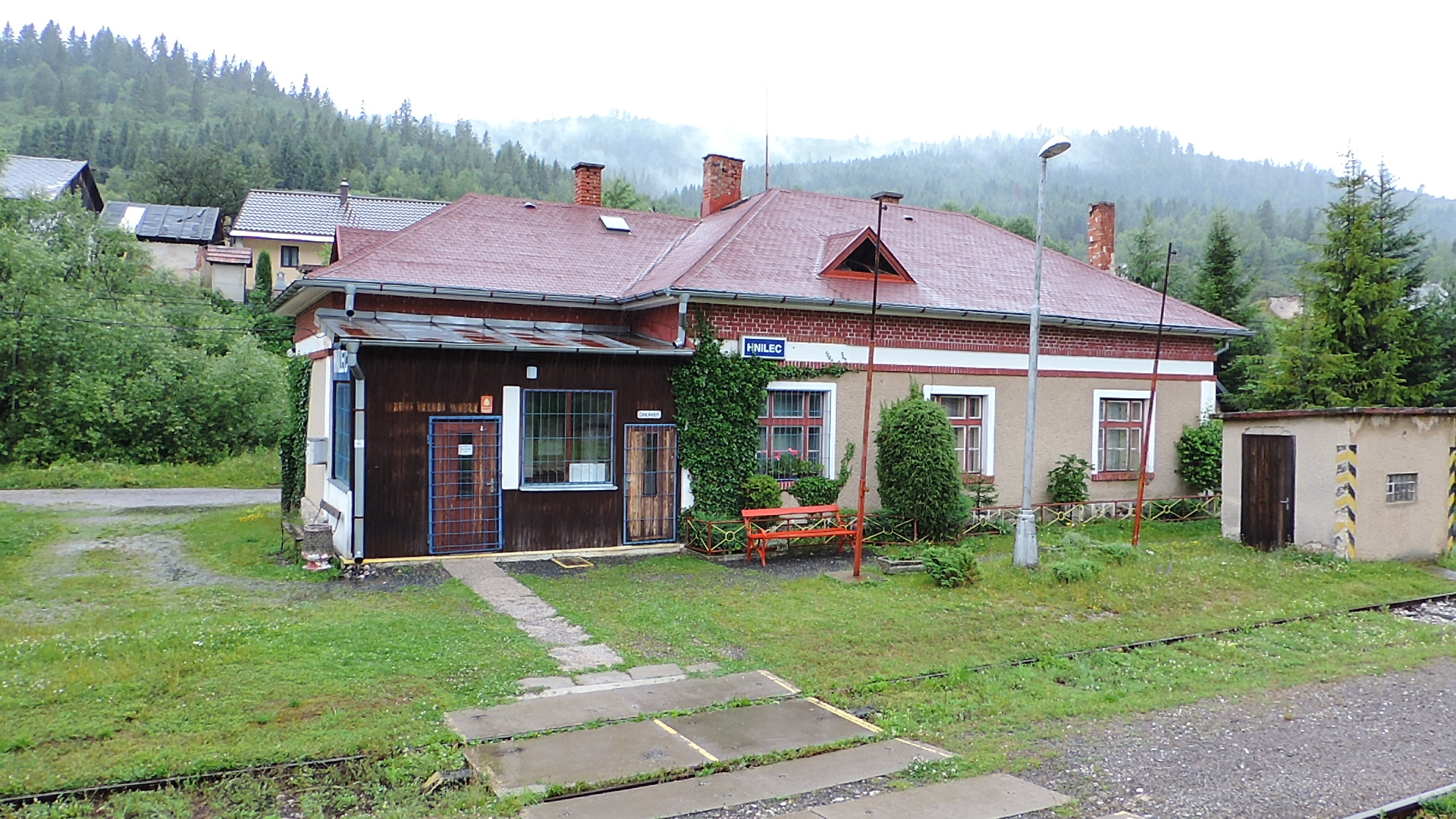
Station Hnilec

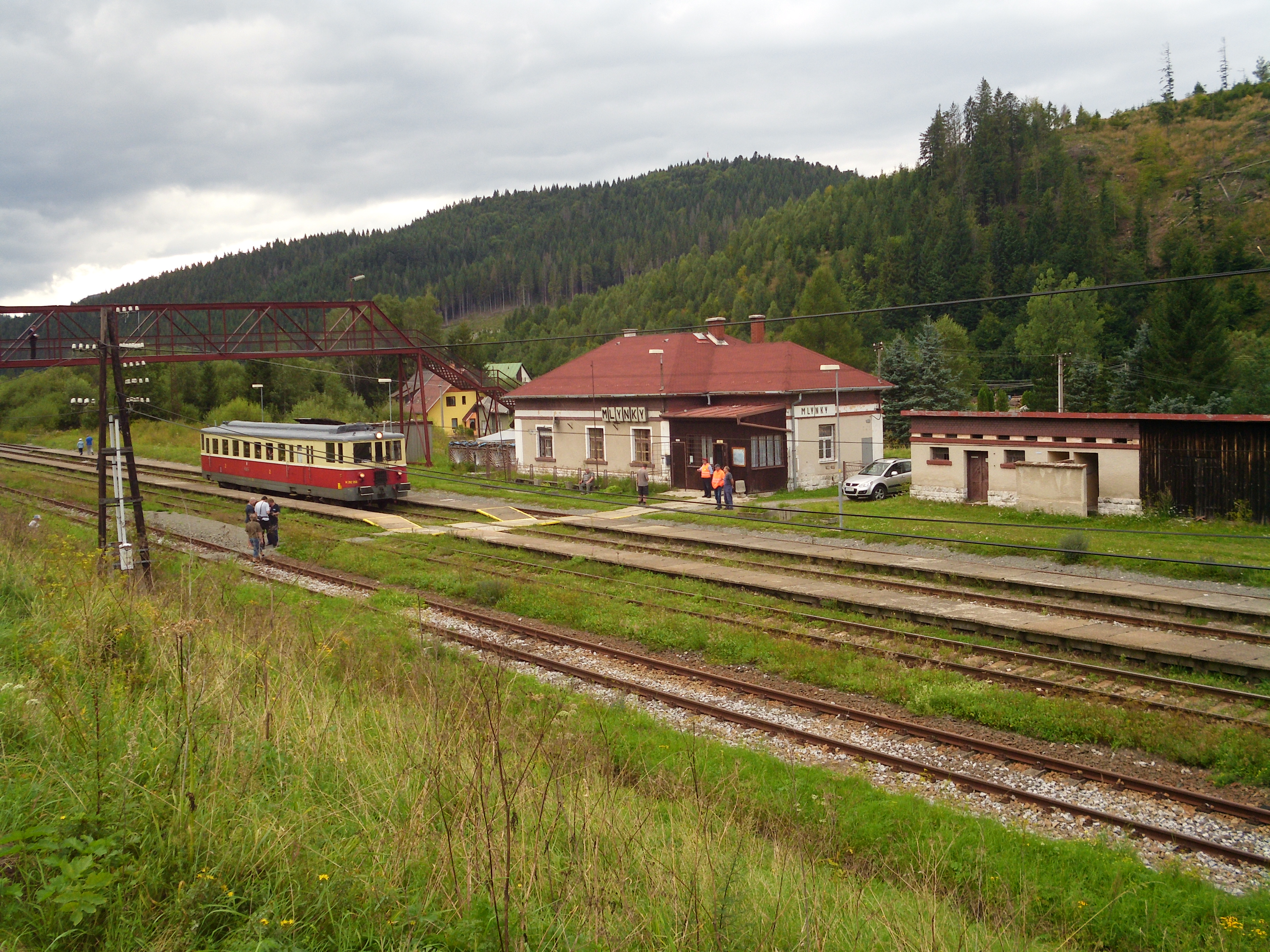
Station Mlynky

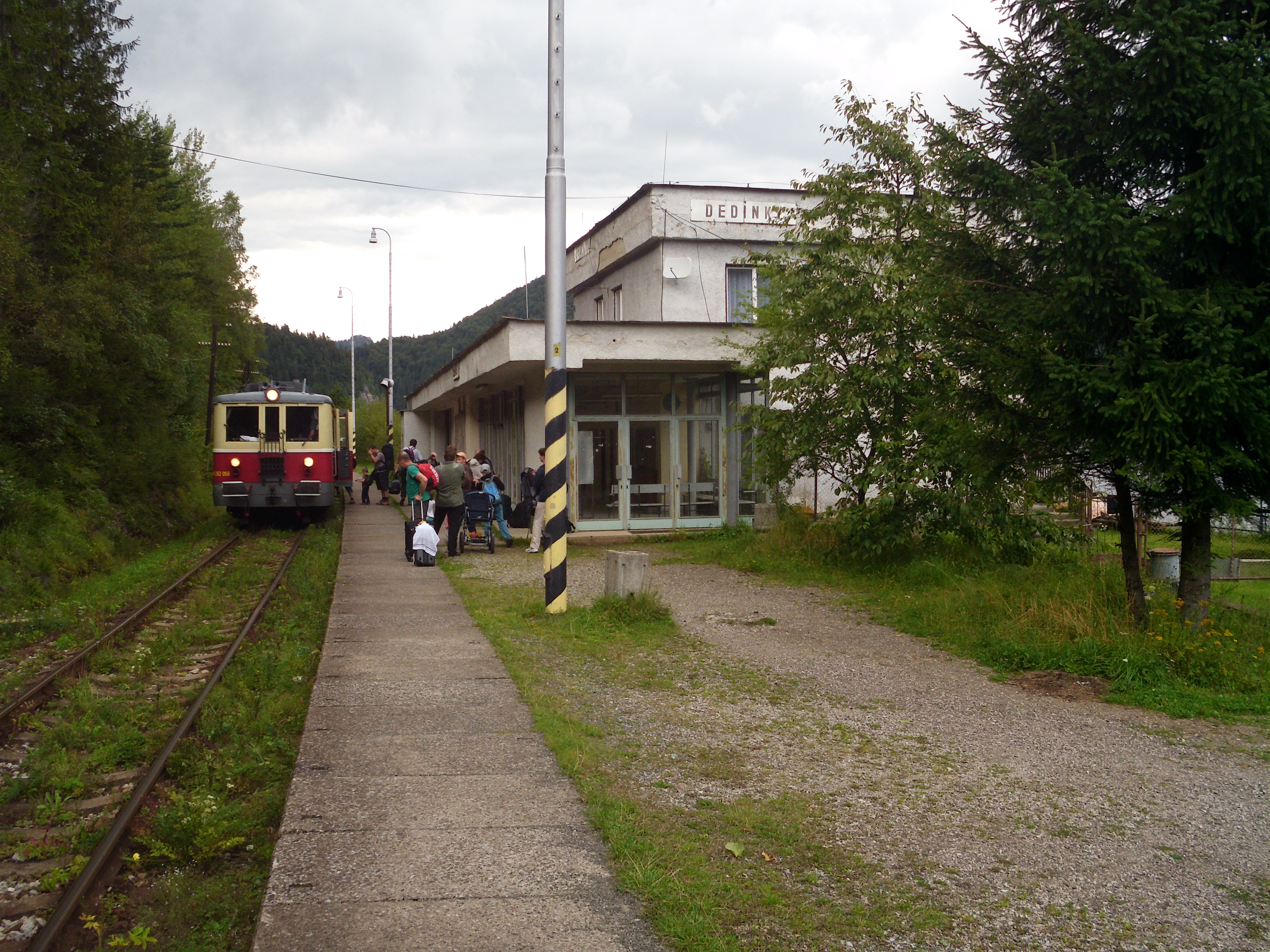
Station Dedinky

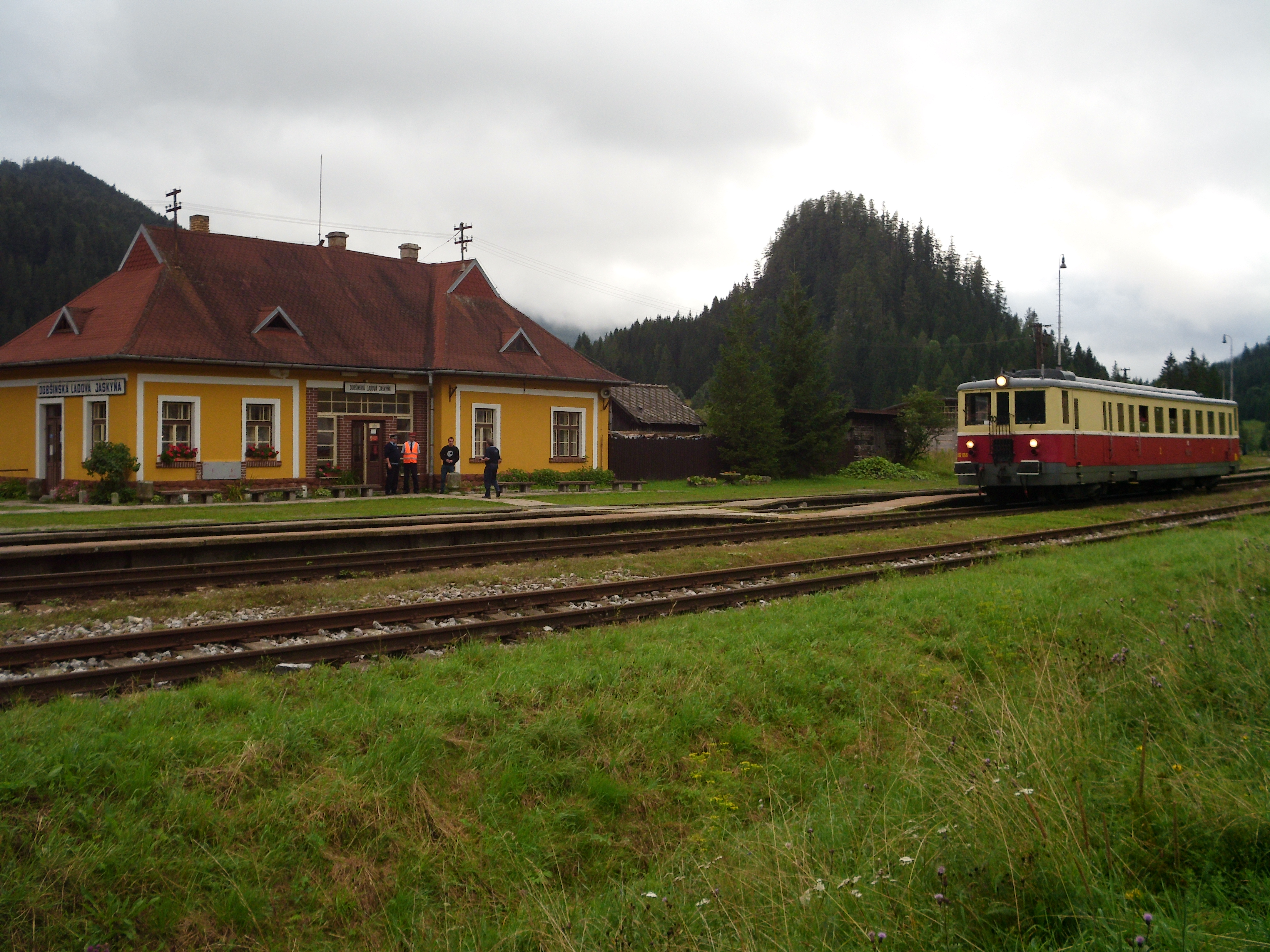
Station Dobšinská Ľadová Jaskyňa

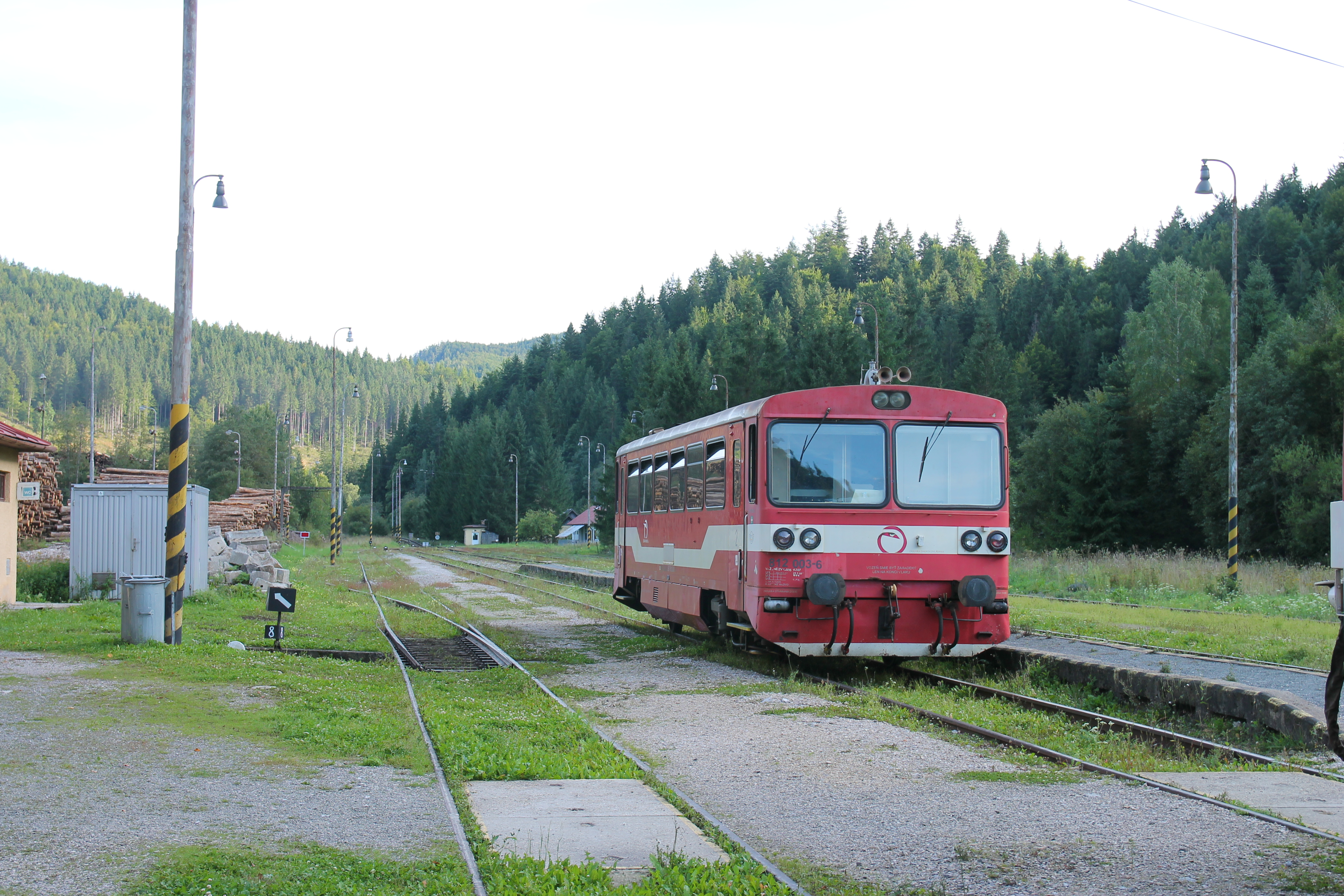
Zicht in het station Červená Skala

De lijn was aanvankelijk bedoeld om de Košice-Bohumín-spoorweg te verbinden met het belangrijke vervoersknooppunt Zvolen, via de vallei van de Hnilec. De bouw van de lijn begon in het interbellum, toen de capaciteit van de reeds vroeger bestaande spoorweg Košice-Bohumín (destijds grotendeels enkelsporig) onvoldoende werd.

### Ontwikkeling
Reeds op 31 december 1884 werd een spoorlijn tussen Margecany en Mníšek nad Hnilcom (± 24 km ten zuidwesten van Margecany) via Gelnica in gebruik genomen.
Anno 1884 lag er normaalspoor tussen het oorsprongstation Margecany en het tussenstation Gelnica (7.529 km).
Het eindpunt van de lijn lag in die tijd in Smolnícka Huta, in zuidwestelijke richting ongeveer 25 km verder dan Gelnica. Tussen Gelnica en Smolnícka Huta (± 25,5 km) was de lijn reeds aangelegd als smalspoor.

#### Toestand op 31 december 1884
| Traject            | Spoorbreedte                                        |
| ------------------ | --------------------------------------------------- |
| Margecany          |                                                     |
| ± 7,5 km           | Normaalspoor                                        |
| Gelnica            |                                                     |
| ± 17 km            | Smalspoor. Vanaf 1931: verbouwing tot normaalspoor. |
| Mníšek nad Hnilcom |                                                     |
| ± 8 km             | Smalspoor. Vanaf 1965: buiten dienst.               |
| Smolnícka Huta     |                                                     |

### Evolutie
Tijdens de episode van 1919-1920 besliste men de lijn te verbouwen maar de werken begonnen pas op 31 mei 1931. De activiteiten werden beïnvloed door de wereldwijde economische crisis met een langere bouwtijd tot gevolg. Aan het bestaande gedeelte met normaalspoor werden alleen noodzakelijke wijzigingen aangebracht. Het smalspoor tussen Gelnica en Mníšek nad Hnilcom werd verbouwd tot normaalspoor en het ontbrekende deel vanuit Červená Skala  (regio Banská Bystrica) tot Mníšek nad Hnilcom werd volledig aangelegd met normaalspoor.
De aanleg van het spoor in de smalle vallei was lastig en vereiste het graven van een aantal sleuven, de bouw van taluds en 6 bruggen met een overspanning van meer dan 10 meter. Op het ontbrekende gedeelte in de omgeving van Telgárt moesten de meest veeleisende bouwwerken worden uitgevoerd: onder meer 281 brugconstructies en 9 tunnels met een totale lengte van 3.800 meter. Uit technisch oogpunt was de zogenaamde Telgártska slučka een huzarenstuk: deze spiraaltunnel met een straal van 400 m en een lengte van 1.239 m maakte een klim van het spoor met 31 meter mogelijk.

### Indienststellingen
- 1 oktober 1933: sectie Červená Skala - Telgárt
- 28 september 1934: sectie Telgárt - Dobšinská jaskyňa
- 26 juli 1936: sectie Mníšek nad Hnilcom - Mlynky.

## Kunstwerken
- Telgártsky tunnel: spiraalvormige tunnel met een lengte van 1239,4 meter.
- Hronský tunnel: lengte 250 meter.
- Besnický tunnel: lengte 848 meter, op het hoogste punt van de lijn (955,5 meter boven de zeespiegel).
- Telgártsky viaduct: structuur van gewapend beton. Lengte: 86,2 meter.
- Chmarošský viaduct: lengte: 112,6 meter.

## Treindienst
De lijn is dagelijks in gebruik. Er rijden:
- lokale treinen en sneltreinen voor de reizigersdienst,
- een beperkt aantal goederentreinen.

## Stations en haltes
| Afstands- punt | Station (s)/ halte           | Opmerkingen                                                                                                |
| -------------- | ---------------------------- | --- |
|                |                              | vertakking naar Žilina                                                                                     |
| 0,00           | Margecany (s)                | |
|                |                              | vertakking naar Košice                                                                                     |
|                |                              | Stuwdam Ružín                                                                                              |
|                |                              | Rivier: Hnilec                                                                                             |
| 4,16           | Jaklovce                     | |
| 5,76           | Žakarovce                    | |
| 7,54           | Gelnica (s)                  | |
| 8,80           | Gelnica mesto                | |
|                |                              | Tunnel Gelnica (lengte: 220 m)                                                                             |
| 12,98          | Gelnica zastávka             | |
|                |                              | 1e onderbrugging: rivier Hnilec                                                                            |
|                |                              | 2e onderbrugging: rivier Hnilec                                                                            |
| 15,29          | Prakovce zastávka            | |
| 16,14          | Prakovce (s)                 | |
| 18,56          | Helcmanovce                  | |
| 22,87          | Mníšek nad Hnilcom (s)       | • tot 1965: aansluiting met smalspoorlijn naar: Smolnícka Huta. • vanaf 1965: smalspoorlijn buiten dienst. |
| 27,72          | Švedlár zastávka             | |
|                |                              | Rivier: Hnilec                                                                                             |
| 30,81          | Švedlár (s)                  | |
| 35,26          | Stará Voda                   | |
|                |                              | Het meer: Tichá voda                                                                                       |
| 39,50          | Nálepkovo (s)                | |
| 43,95          | Tretí Hámor                  | |
| 46,80          | Nálepkovo-Pekisko            | |
| 53,16          | Hnilec (s)                   | |
| 56,79          | Sykavka                      | |
| 59,71          | Rakovec                      | |
| 61,10          | Mlynky zastávka              | |
|                |                              | Tunnel Mlynky (lengte: 140 m)                                                                              |
| 62,72          | Mlynky (s)                   | |
| 65,56          | Dedinky                      | |
|                |                              | 1e onderbrugging: waterloop Palcmanská maša                                                                |
|                |                              | 2e onderbrugging: waterloop Palcmanská maša                                                                |
|                |                              | Tunnel Hámry (lengte: 300 m)                                                                               |
|                |                              | Tunnel Stratená (lengte: 105 m)                                                                            |
| 68,92          | Stratená                     | |
|                |                              | Tunnel Jarabský I (lengte: 372 m)                                                                          |
|                |                              | Tunnel Jarabský II (lengte: 326 m)                                                                         |
| 72,99          | Dobšinská Ľadová Jaskyňa (s) | Bediening van de Dobšinská-ijsgrot.                                                                        |
| 78,39          | Vernár                       | Hoogste punt van de lijn: (930 meter boven de zeespiegel)                                                  |
|                |                              | Tunnel Besník (lengte: 849 m)                                                                              |
|                |                              | Tunnel Hron (lengte: 250 m)                                                                                |
|                |                              | Spiraalvormige tunnel (lengte: 1240 m) in: Telgárt                                                         |
| 85,42          | Telgárt penzión              | |
| 87,98          | Telgárt                      | |
| 92,58          | Červená Skala (s)            | Aansluiting naar lijn 172 richting Banská Bystrica                                                         |